# Caesio teres
Caesio teres is een straalvinnige vis uit de familie van Caesionidae, orde baarsachtigen (Perciformes), die voorkomt in het westen van de Indische Oceaan, het oosten van de Indische Oceaan, het noordwesten, de Grote Oceaan, de Grote Oceaan.

## Beschrijving
Caesio teres kan een maximale lengte bereiken van 40 centimeter.
De vis heeft één rugvin en één aarsvin. Er zijn 10 stekels en 14 tot 16 vinstralen in de rugvin en 3 stekels en 12 tot 13 vinstralen in de aarsvin.

## Leefwijze
Caesio teres is een zoutwatervis die voorkomt in tropische kustwateren op een diepte van 5 tot 50 meter.
Het dieet van de vis bestaat hoofdzakelijk uit zoöplankton.

## Relatie tot de mens
Caesio teres is voor de visserij van beperkt commercieel belang. De soort staat niet op de Rode Lijst van de IUCN.